# Лакербай, Иван Александрович
Иван Александрович Лакербай (1898, с. Мархяул, Гумистинский уезд — 1977, Сухуми, Абхазская АССР) — советский и абхазский композитор и музыковед

.
Заслуженный деятель искусств Абхазской АССР и ГССР.

## Биография
Образование получил в Сухумской горской школе. Всю свою жизнь посвятил собиранию, изучению и пропаганде народного-песенного искусства абхазов. В 1920-х руководил ансамблем песни и танца при Совпрофе Абхазии.

В годы Великой Отечественной войны 1941—1945 годов стал художественным руководителем ансамбля песни и танца Абхазии. В 1945-м абхазская газета «Апсны» (3.ХII.45) писала:
Антигрузинские настроения ЛАКЕРБАЯ Ивана настолько велики, что он систематически высказывает намерения покинуть Абхазию. ЛАКЕРБАЯ говорит: «Если бы Обком партии меня освободил от работы, я бы немедленно уехал отсюда. За последние годы Абхазия превратилась в Мингрелию. Зугдиди и Гали наводнили Сухуми и, если у тебя не мингрельская фамилия, то тебе трудно здесь жить!..» — Меморандум на а/сов, буржуазно-националистически настроенных лиц из среды абхазской национальности, проживающих в г. Сухуми по состоянию на 5.XII.45 г.
Умер, по разным источникам, или в 1977-м, или в 1978 году.

## Музыкальные сочинения
Автор более 60 песен, среди которых наиболее популярны «Шьишь-Нани», «Антица», «Белая кофточка», «О Родине» и другие.

## Изданная библиография
Воспоминания. Сухуми, 1979.